# 攻城戦

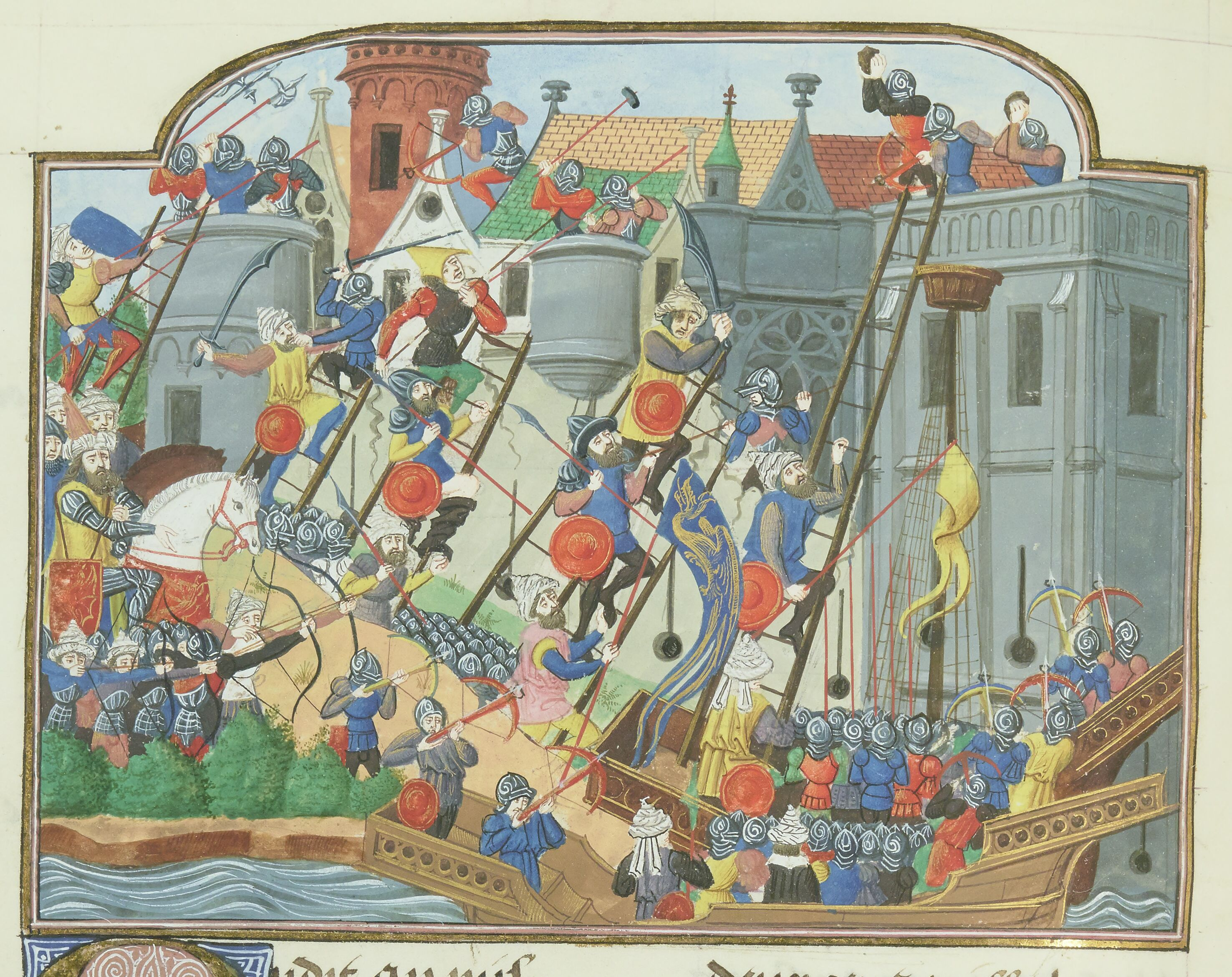
コンスタンティノープルの陥落

攻城戦（こうじょうせん、英: siege）とは、敵の砦、城、城壁都市を奪取するための戦闘のことである。守る側（防塞・塁塞）から見た戦闘を籠城戦（または篭城戦、ろうじょうせん）と呼ぶ。

## 概要
古代から近世初期にいたるまで、野戦と並ぶ2大戦闘形態の1つであった。
城塞の技術は、15-16世紀の火薬、大砲、銃の活躍によって大きく変化しており、この後の要塞を攻める行為も類似の戦闘ではあるが相違点も多い。従って、本項ではそれ以前の攻城戦を中心に記述し、一部関連を説明するものの16世紀以降の防衛拠点攻囲戦は市街戦にて記述する。
現代の戦争では兵器の攻撃力と通信技術が発達しているため大軍が建物に籠城し、そこを攻める攻城戦に至ることは稀であるが、装備品の有無や城の定義（城参照）によっては現代でも攻城戦は起きえる。
『孫子』では、防御に徹する守備側を攻略することは容易ではなく、攻城は下策で最も避けるべきと述べられている。
古典的な戦記などでは会戦が多く描かれるが、実際の戦争は「小競り合い」と「攻城戦」がほとんどを占めたといえる。城内の防御側勢力が長期に渡り守勢に徹して攻撃側と対峙し続けることは「篭城」と呼ばれ、城が攻撃側の侵入を阻止し切れずにその支配権を明け渡すことは「落城」、「陥落」と呼ばれる。

## 目的
攻城戦には通常、次のような目的がある。
軍事的観点からの要衝の確保
交通の要衝など軍事的に重要な地点を確保すれば、その後、会戦をするのも持久戦に持ち込むにも有利になる。しかし、城壁などを修復不能なまでに完全に破壊してしまえば再利用が不可能になるため、攻め手はそれに留意する必要がある。
地域の支配
地域支配の中心である城を奪えば、その地域は自ずからそれに従うようになる。国レベルにおいてもコンスタンティノープルのような首都を奪えば、国全体の征服も容易になる。
富や物資の略奪
主に城壁都市の場合、そこに蓄えられた財宝、食料、物資が直接的な目的となることもある。
君主の捕獲
古代、中世の戦争は君主を捕らえれば終結し、逆に捕獲できなければ抵抗がいつまでも続くことが多い。野戦では逃げられる可能性もそれなりにあるが、城に追い込めば捕獲できる確率は高くなる。
兵を失いたくない
野戦だと相手側も含め、味方の兵もどうしても多くが戦死してしまう。それに対し特に相手側（籠城側）を飢えさせる場合の攻城戦では城を取り囲み、食糧がつきるのを待つまで戦わなくていいため兵を失う可能性は低い。包囲期間を長くすればするほど籠城側は食事が取れずに弱っていくため勝利の確実性は増す。籠城側を攻める際も相手は空腹なので抵抗力が弱く、被害は最小限に抑えられる。
籠城側の目的は当然上記の目的の阻止となるが、他に籠城戦を選択する目的としては次のようなものがある。なお、積極的な戦略としてではなく、野戦での敗戦や電撃的な奇襲などにより籠城戦を余儀なくされるケースもある。
時間を稼ぐ
援軍の到来や敵方の兵糧不足など、時間を経過させれば勝機が整う見込みがある場合には時間を稼ぐことが出来る。
野戦での勝利が難しい
兵力不足・準備不足で野戦での勝利が見込めない場合も、籠城戦ならば兵力や準備が整えやすく、戦況を有利に持ち込みやすくなる。

## 作戦
短期戦と長期戦に分けられ、これは準備や装備が異なるため区別される。
短期戦
- 圧倒的な大軍を動員した上で、城兵の生命や安全な退去を保証したり、場合によっては、臣従を誓わせ人質を取るだけで、そのまま城を保有させるなどの寛大な条件を示し「開城交渉」を行う。
- 移動型、略奪型の行軍の中で、城兵が少なかったり、防備に欠陥が有るような城や城壁都市を攻撃する。短期間で落城しなければそのまま移動を続けるもので、中国の流民軍や中世欧州地域で行なわれた。
- 大規模な会戦の前に戦略的優位を占めるために、要衝の城を戦力の損耗を覚悟の上で「強攻」する。
- 敵が警戒していない時に「奇襲」をかけて城の内部に侵入し、城による守勢側の優位性を奪う。

長期戦
1. まず、補給路などを確保し防御設備を築いた上で、交通路を押さえて、城を包囲する。
2. 攻城兵器、火矢を使って城を破壊したり、印地あるいは鉄砲などの飛び道具で城兵の損傷を図る。
3. 開城交渉や調略を行いながら、心理的な圧力をかける。
4. 城設備の破壊度、相手の兵糧・物資の窮乏度、士気の低下度を確認するため時々、攻撃をかけてみる。
5. 十分、弱まったと判断したら総攻撃である「強攻」をかける。あるいは敵が食糧不足などで降伏するまで、さらに滞陣する。

## 攻城戦の手法

### 包囲
相手の数倍の兵の数で城を囲み、水や食料、その他備蓄軍需物資の枯渇を図る。これで正確な状況判断を困難にさせ、絶望感を与え士気の低下を期待する。河川をせき止める「水攻め」、食料の補給を絶ち生活をままならなくする「兵糧攻め」などの手法もある。
攻撃側の損耗は最小で済み、ほぼ確実に落とせる戦法であるが長期戦になり、篭城側と同様に攻城側も食料補給が求められ、兵士の士気の維持や伝染病の発生にも留意する必要がある。攻撃側は城内からの奇襲という前面の戦闘への備えだけでなく、敵軍に援軍があれば襲撃や逆に包囲されたりもするので、背後への備えも求められる。千早城の戦いや独ソ戦（第二次世界大戦）におけるレニングラード包囲戦のように、戦局全体の変動により包囲を解かざるを得なくなる事態も発生しうる。また包囲といっても戦力の制限や地形的条件によっては完全に行うことは難しく、レニングラード包囲戦では命の道と呼ばれる氷上の補給路を使ってわずかに補給を保つことができた。
飲料水の確保や食料などの備蓄量によって守備側の篭城可能な期間が決まる。守備側に豊富な食糧が蓄えられていると落城は容易ではないので、事前に商人を城周辺に遣わして米穀類を買い占めさせたり、付近の農民等に乱暴狼藉等を行い城内に追い込む事も行なわれた。篭城戦では戦闘による死傷者や破壊は避けられるが、守備側では、通常の戦闘では死ぬ事の無い子供や老人など多数の餓死者を出し、死人の肉を喰らうなど悲惨な状況が生じることがあり、非人道的と評される。
大規模な包囲戦はガリア戦争におけるアレシアの戦い、1885年のスーダンのハルツーム包囲戦が代表的である。日本では「兵糧攻め」と呼ぶことが多い。豊臣秀吉が得意とし、三木合戦、鳥取城の戦い、備中高松城の戦い、小田原征伐などで行った。特に兵糧が早々に尽きた鳥取城の戦いは鳥取城の飢え殺しとされた。
近代以降では軍用機やミサイルにより、包囲で籠城側の逃げ道を断った上で、空襲で逃げ場のない籠城側に一方的に損害を与える。最近の例としては、市街地を土堤で封鎖した上で空爆を加えたファルージャの戦闘などがある。

### 開城交渉
適当な条件を示したり、脅したりしながら、開城の条件を交渉する。互いの状況は正確には判らないために駆け引きがあり、守備側にとっては早く開城すれば寛大な措置を受け、最後まで抵抗すれば略奪や虐殺されるという囚人のジレンマを感じることになる。日本では「調略」とも言う。
中世から近世の欧州では、武装解除なしで退去・明け渡しの慣習があり、将の名誉とされた。これはキリスト教の下に「誓い」が重視された文化で発生し得た合意である。予め一定期間内に援軍が来ない場合、開城して良いと領主から指示があることも多かった。

### 強攻
城壁をよじ登る、梯子、雲梯をかける、攻城塔で接近するなどして城内に入りこみ、守備塔を占拠したり城門を開くことを試みる。
攻城側の兵士が城内に侵入できても、守備兵の錬度や士気が高い場合や、城内部にさらに守備の工夫（通路の複雑化など）が施されている場合、攻城側の損害は大きくなる。コンスタンティノープル攻略、山中城攻城など。

### 城の破壊

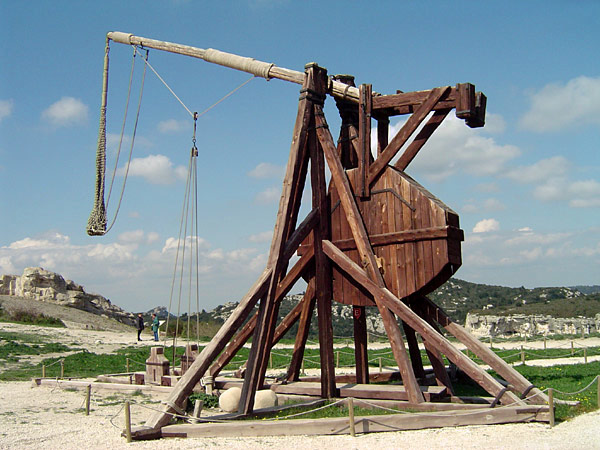
南フランス・プロバンス地方、レ・ボー城塞のトレビュシェット

城は城壁や堀を備え、城への侵入を困難にしている。そのため、攻撃側は強攻に先立だって、敵城の堀を埋め、城壁や城門に突破口を作り、主軍の進入路の確保する必要がある。
- 破城槌や投石機、大砲（攻城砲）で城門や塔、城壁などを破壊する。
- 移動小舎を接近させて堀を埋めたり攻撃のための足場を築く。
- 坑道戦として、城壁直下に穴やトンネルを掘って壁の自重による崩壊を誘う。後には土塁等へ火薬による直接的な破壊を行う。
- 火矢や榴弾などで火をつける。

### 城兵の損傷
防備の人員を殺傷して減らすことで城の防御力の低下を図る。
- 弓兵や投石兵、バリスタで、城壁上や城内の敵兵を攻撃し城兵の損傷を増やす。
- 汚物や腐乱した死体を投げ込んで、伝染病を流行らす。
- 挑発するなどして敵軍を城外に誘き寄せ、野戦に持ち込む。ヒッティーンの戦いが有名。

### 内応
利で誘ったり、真偽を問わず「当てにしている援軍は来ない」の情報を流すなどして内部での対立を発生させ、それを利用して敵兵に内応させる。
仮に内応に至らなくとも、敵兵の戦意を低下させる効果が狙える。

### 奇襲
城が防御準備をしていない段階で素早く攻撃し城内に入り込む。特に中世欧州の城や城壁都市は平時に多くの人の出入りがあるため奇襲は有効だった。

### 奇策、撹乱
抜け道や内応者を使って少数の兵が城内に入り、撹乱したり城門を開く。ギリシャ神話に登場するトロイアの木馬など。

## 防城側（防城戦）の手法

### 攻城兵の損傷
- 攻城側と同じく長弓やバリスタによる城壁上からの射撃、投石（投石器）や落石（石弓）、丸太を投下するなどにより攻城兵に損傷を与える。
- 糞尿・腐った卵・病死した動物の屍骸を城壁上から投げつけ、戦意喪失させる心理戦と伝染病の蔓延を兼ねる。
  - 楠木正成が城から糞尿をかけて攻撃したという説があるが、これは江戸時代に発生して流行した誤伝・俗説である[1]。
- 捕虜に獲った敵の首や胴体を城壁上から投げ落とし、損傷と心理的挑発・ダメージを与える。
- 煮え湯・煮え油・煮え粥（麦粥や糊化した澱粉）を浴びせる、あるいはサリヤの火（シリアの火、あるいはギリシアの火）と呼ばれる噴霧式火炎放射器で火炎放射を城壁より射掛け、城壁に貼り付く攻城兵に火傷と転落を負わせる。

### 挑発・戦意高揚・攻城側への戦意喪失
- 空城計による攻城側の疑心暗鬼の誘発。
- シュプレヒコールや演説による防城側の正当性の主張や威嚇。
- 流言飛語などの誤情報で情報操作。
- 攻城側の将兵に居住場所を与えない為、城下町等を焼き払う。
- 食料を沢山食べさせた家畜を城壁から落として破裂させ、糧秣に余裕があることを見せ付け諦めさせる。
- 膠着状態や一時停戦申し込み後に宴会や舞踏会あるいは茶会などを開催し、時には敵の代表を招いてまだ防城に余裕があるところを見せ付ける。
- 攻城側の兵糧を奇襲や封鎖など輜重面で絶つまたは商業的または権威的に絶った上で兵糧攻めにし、こちらから食料を差し出して余裕を見せ付けるとともに屈辱を与えるもしくは温情を呼び起こさせる（敵に塩を送る）。
- あるいは隣国と密通して挟撃や増援を見せつけ停戦や和平を申し込む。

### 奇襲・奇策・撹乱
抜け道を通り城外へと少数精鋭で出兵し、攻城側の背後や側面を衝く、あるいは逃亡して城から遠くへと引き付けて撹乱するなど陽動し、城内本隊と呼応して攻城側の退路を絶ち挟撃する。

### 救援軍・後詰（後ろ巻き）
攻城側を撃破するか撤退させられる有力な味方の救援軍を呼ぶ。
日本では、戦国時代には援軍または救援のため後方に控える予備部隊は、後詰または後ろ巻き（うしろまき）といい、敵を背後から包囲すること，または攻めること。古代・中世の軍隊は騎士と歩兵・従者、口取りで、背後からの組織的な攻撃に弱く、しかも連絡系統も稚拙で、戦時に急転しての反撃が困難だったため極めて有効だった。これのない孤立した長期の籠城戦では、城域が小さい城もあり、城包囲戦での兵糧攻めで、鳥取城の戦い、第二次高天神城の戦いなどいずれ兵糧が尽き飢餓などで敗北に追い込まれることが多い。

## 中世欧州における攻城戦
城は城壁や堀を備え、城への侵入を困難にしている。そのため、攻撃側は強襲に先立だって、敵城の堀を埋め、城壁や城門に突破口を作り、また防備の人員を殺傷して減らすことで城の防御力の低下と主軍の進入路の確保を目的とするのである。
- 挑発するなどして守備兵を城外に誘い出す
- 火矢などで火をつける。
- 破城槌や投石機で城門や塔、城壁などを破壊する。
- 移動小舎を接近させて堀を埋めたり攻撃のための足場を築き、あるいは城壁直下にトンネルを掘って壁の自重による崩壊を誘う。
- 城壁に雲梯を立てて兵士を突入させ、内部から城門を開くなどして進入路を確保し、自軍を招き入れる
- 上記のような攻撃の際に、弓兵や投石兵、バリスタで城壁上や城内の敵兵を攻撃して作業中の味方を援護する。
- 中世末期には城壁基部の地盤に穴を掘り、火薬や燃焼した空気圧で城壁の崩壊を行なうこともあった

中世欧州では、大規模な軍隊の移動時に兵站の確保が充分に行なわれることは少なかったので、攻城側は城の周囲に留まって作戦を行なえる期間が短かった。防衛側も、余剰人員を外に出して、食料の減りを抑制する策を行うことがあった。

### 中世欧州の攻城兵器
- 雲梯 - 攻城塔：はしごだけでは城壁の上から弓兵に射抜かれるので、覆いを備えた攻城塔となった
- 破城槌：矢からの防御に覆いとなる屋根（とおそらくは壁も）が備わるが、城壁上から降り注がれた熱湯、煮え油、溶解金属などからの防護能力には限界があった
- 投石機（カタパルトやオナガー、トレビュシェット）：石だけでなく火を放つ可燃物や動物の死体、守備側兵士の死体、他の不衛生な物なども投げ入れた
- バリスタ
- テストゥド（Testudo）[注 4]：頑丈な屋根と片側の壁面、車輪を備えた長屋状の移動式小屋である。これらを多数作り城壁近くへ移動させて廊下、ギャラリー（Gallery）を形成する。兵士を城壁から放たれる矢や落下物から保護しながら城壁直下まで接近させ、地盤を掘るなどの破壊作業のための安全な環境を作る。堀を埋める材料を運んだりする事にも使われる

## 近代戦
攻城戦や狭義の「兵糧攻め」ではないが、近代戦においては、第二次世界大戦中の拉孟・騰越包囲戦、バルジの戦いでのバストーニュ包囲戦、インパール作戦でのコヒマ包囲戦がそれに近い。例に挙げた内、攻囲側が勝利したのはハルトゥーム包囲戦と拉孟・騰越包囲戦である。コヒマ包囲戦の日本陸軍はイギリス軍の空輸作戦の前に屈し、やがてインパール作戦の破滅的な瓦解へと繋がった。レバノン内戦では、「キャンプ戦争」と呼ばれるシリア軍によるPLO系パレスチナ難民に対する包囲戦が行われた。これはシリア軍が難民キャンプを包囲して水・食料の供給を遮断した上に、難民達が使用する井戸周辺に狙撃ポイントを設定（井戸を使用する人間を無差別に狙撃）したため、難民側に多数の犠牲者が発生した。
2024年、南アフリカ当局は、廃鉱になった金鉱山における違法採掘者の摘発に着手。鉱山の出入口を規制して水と食料の供給の搬入を不可能とし、坑内に立てこもる最大4000人に対し兵糧攻めを行った。

## 消耗品（食料・燃料）について
日本において、凱旋と出陣時に、勝ち栗、打ちアワビ、昆布を（敵に打ち勝ち、よろこぶ）にかけて儀式と共に食べられた。
城の敷地内に、食料や燃料となる食物を育てる例が見られる。柿は干し柿にして保存された。栗は勝ち栗ともなり、保存も出来たことから保管された。松は燃料となり、非常食の松皮餅ともなった。梅は食料保存や傷の消毒ともなり奨励された。徳川家康は駿府城に食料となるようにミカンを植えた。
また、長期間の籠城戦に備え、熊本城では、庭に銀杏、畳に芋茎、壁に干瓢、堀に蓮根が備えられていた。他に食べられた食料として米は乾燥させ干飯や、味噌などがあげられ、さらに色んな食材を組み合わせた兵糧丸が作られた。
中世ヨーロッパ
- 出陣側：荷物を運ぶ牛（運んだあとに食料となる）、クラッカーや乾パン、塩漬け食料、その他の漬物、乾燥マメ、チーズ、ビール・ワイン。肉を食べない日もあったので、乾燥または塩漬けされた魚、特にタラの塩漬けであるバカラオは大航海時代も支える優秀な食料であった。他、酢、オリーブオイル、コショウ、サフラン、生姜。ロウソク。

中国
中国では、兵糧を干粮という。
漢王朝以前や中国北部では、米や小麦に比べて保存が効きやすい黍（キビ）が重宝され、塩・野菜の漬物・発酵漬けされた魚・豆から作った調味料などが加えられた粥（小米粥）として供された。漢王朝以後は、種無しパンが食べられるようになり、そのままだと硬いため、茶やスープと共に食べられるようになった。
明になると、真ん中に穴が開いた乾パンを紐を通して持ち運び食べられた。これら乾パンは軍用のみ作られた。
唐・宋になると、焼餅・大餅・麻餅・黍餅・雑餅がたべられた。特に有名な物は「鍋盔餅」である。
中国南部では、粟を食べる習慣が無かったので、干飯が食べられた。
主食以外は悲惨で、味噌と漬物、豆を粉にしたものを茹で乾燥させ固めた物で、新鮮な肉や野菜が無かった。もし村から耕作用の牛を取ってきて食べようとした場合は死罪であった。そのため、肉を手に入れるには、敵や味方であった人間を調理する必要があった。
遠征前には豪勢な宴会が開かれ、牛酒がふるまわれた。
元（モンゴル）では、肉を乾燥させた乾燥肉を牛の膀胱に詰めたボルツが食べられた。これらの食料は栄養が豊富であったため兵站を無くし機動的な戦闘を行うのに重宝した。
近代
- 缶詰が発明されたあとも、様々な調理技術によってレーションが開発された。

## 主な攻城戦

### 世界
- ハンダクの戦い
- ロードス包囲戦
- アレシアの戦い
- エルサレム攻囲戦 (70年)
- バグダードの戦い
- オルレアン包囲戦
- コンスタンティノープル包囲戦
- ボルドー包囲戦
- テノチティトラン包囲戦（英語版）
- 第一次ウィーン包囲
- 襄陽・樊城の戦い
- オーステンデ包囲戦
- 第二次ウィーン包囲
- アラモの戦い
- 蔚山城の戦い
- セヴァストポリ包囲戦 (1854年-1855年)
- ハルツーム包囲戦
- 旅順攻囲戦
- クートの戦い
- 南京攻略戦
- 長春包囲戦
- セヴァストポリ包囲戦 (1941年-1942年)
- レニングラード包囲戦
- サラエヴォ包囲戦
- ベオグラード包囲戦
- ジブラルタル包囲戦

### 日本
- 後三年の役 -日本初の兵糧攻めと言われる。
- 阿津賀志山の戦い
- 赤坂城の戦い（1331年） - 楠木正成が初めて歴史の表舞台に出た戦い。
- 上赤坂城の戦い（1333年） - 攻城側（鎌倉幕府）の死傷者数についての一次史料が残る。
- 千早城の戦い（1333年） - 元弘の乱の主戦
- 応永の乱
- 大槻合戦（小田原城の戦い）
- 石山合戦（石山本願寺包囲戦、石山戦争とも）
- 長島の一向一揆
- 有岡城の戦い
- 三木合戦
- 鳥取城攻囲戦
- 備中高松城の戦い
- 小田原征伐
- 上田合戦
- 長谷堂城の戦い
- 大坂の陣
- 島原の乱
- 熊本城攻囲戦